# Железнодорожная Казарма 572 км
Железнодорожная Казарма 572 км — упразднённый в апреле 2017 года населённый пункт (тип: станция) в Кулундинском районе Алтайского края России. Входил в состав Октябрьского сельсовета.

## История
Поселение возникло благодаря строительству в 1910-х годах железнодорожной линии Барнаул — Семипалатинск Алтайской железной дороги.
Законом Алтайского края от 4 апреля 2017 года № 16-ЗС населённый пункт станция Железнодорожная Казарма 572 км был присоединён к посёлку Октябрьский.

## Население
По переписи 1959 г. в селе проживало 31 человек (14 мужчин и 17 женщин).
| 1997 | 1998 | 1999 | 2000 | 2001 | 2002 | 2003 | 2004 | 2005 | 2006 |
| ---- | ---- | ---- | ---- | ---- | ---- | ---- | ---- | ---- | ---- |
| 40   | →40  | ↘35  | ↗37  | ↗42  | ↗45  | ↘43  | ↗44  | →44  | ↘43  |
| 2007 | 2008 | 2009 | 2010 | 2011 | 2012 | 2013 |      |      |      |
| ↘37  | ↗39  | ↗44  | ↘39  | ↗41  | →41  | →41  |      |      |      |

## Транспорт
Железнодорожный и автомобильный транспорт.